# Зыскович, Бен
Бен Берл Зыскович (фин. Ben Berl Zyskowicz, родился 24 мая 1954 года в Хельсинки) — финский политик, депутат эдускунты (финского парламента) от Национальной коалиционной партии, с 27 апреля по 23 июня 2011 года — спикер финского парламента. Магистр права. Один из наиболее известных представителей финской еврейской общины.
На сайте финской телерадиокомпании Yleisradio Oy используется также и другой вариант русского написания фамилии — Цюсковиц.

## Биография

### Родители, образование
Бен Зыскович родился в 1954 году в еврейской семье в Камппи. Его отец, Абрам Зыскович (Abram Zyskowicz, 1917—1960), был родом из Польши; во время второй мировой войны он попал в концентрационный лагерь Заксенхаузен; в 1945 году, после освобождения из лагеря, выяснилось, что в живых не осталось никого из его родственников. После войны Абрам Зыскович переехал в Швецию, где встретил будущую мать Бена, Эстер Фридман (Ester Fridman, 1920—2002), которая была родом из Хельсинки и происходила из еврейской семьи; общим языком родителей Бена был идиш. Они поженились, а в 1953 году вместе с годовалой дочерью Кармелой (старшей сестрой Бена) переехали в Финляндию, где у Эстер было много родственников и знакомых. Отец Бена так и не выучил финского языка и работал грузчиком, в том числе в порту. Когда Бену было 6 лет, его отец погиб при невыясненных обстоятельствах (утонул). Мать Бена, оставшись одна с двумя детьми, бралась за любую работу, позже ей удалось получить место телефонистки на телефонной станции
Бен учился в еврейской школе в Хельсинки, затем в средней школе Тёёлё в хельсинкском районе Тёёлё, которую он окончил в 1973 году. После школы учился на юридическом факультете Хельсинкского университета, который окончил в 1978 году.

### Политическая карьера
В Национальную коалиционную партию Зыскович вступил, ещё учась в школе, в 1970 году, когда ему было 16 лет.
В 1979 году был избран депутатом финского парламента от Национальной коалиционной партии, став первым в истории финским евреем — депутатом парламента. С 1990 по 1993 год был вторым вице-спикером парламента, с 1993 по 2006 год возглавлял парламентскую фракцию своей партии, в 2007 года снова стал вторым вице-спикером парламента.
27 апреля 2011 года был избран спикером финского парламента, сменив на этом посту другого представителя своей партии — Саули Нийнистё. За Зысковича отдали свои голоса 194 депутата из двухсот. 28 апреля 2011 года, выступая с речью на первом заседании парламента нового созыва, Зыскович обратил внимание депутатов на проблему увеличения социального неравенства, а также на необходимость укрепить экономику и улучшить ситуации с занятостью. Поскольку по традиции пост спикера занимает представитель второй по величине партии, после того, как 22 июня 2011 года новым премьер-министром Финляндии стал представитель коалиционной Партии Юрки Катайнен, в парламенте прошли выбора нового спикера; им стал представитель социал-демократов Ээро Хейнялуома.

### Семья
Жена Бена Зысковича с 1982 года — представительница финских татар Rahime Husnetdin-Zyskowicz (Рахиме Хуснетдин-Зыскович). Их дети: Даниэла (Daniela, род. 1983) и Дина (Dinah, род. 1985).

### Другое
Зыскович известен как абсолютный трезвенник.
В 2005 году он опубликовал книгу Eduskunnasta menin Baakariin: nuoren kansanedustajan päiväkirja 1981—1982: дневник молодого депутата финского парламента за период с марта 1981 по октябрь 1982 года.
В публикациях утверждалось, что у Зысковича среди всех финских политиков самая сложная (с точки зрения самих финнов) фамилия для правописания — опрос таблоида Ilta-Sanomat показал, что только 16.6% смогли корректно её передать (Zyskowicz).